# کوپلاند (اکلاهما)
کوپلاند(به انگلیسی: Copeland, Delaware County) شهری در ایالت اکلاهما کشور ایالات متحده آمریکا است که جمعیت آن در سرشماری سال ۲۰۱۰ میلادی، ۱٬۶۲۹ نفر بوده‌است.